# شرپا

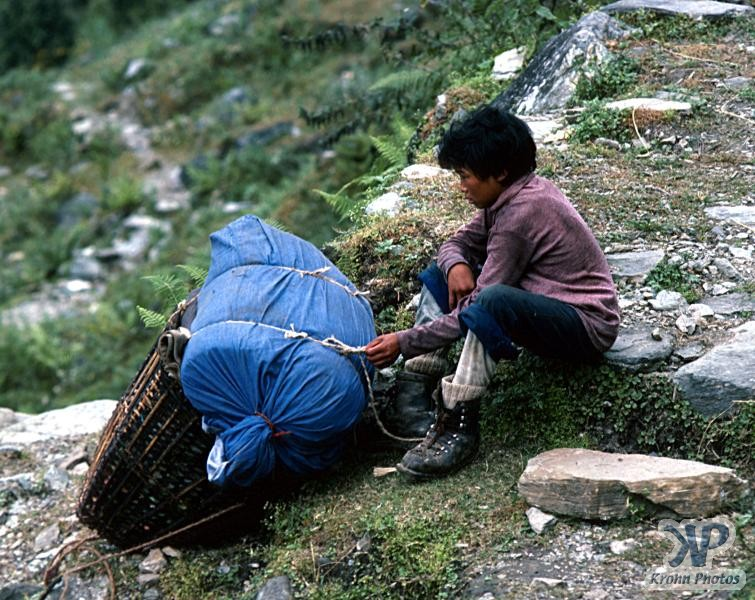
یک شرپا.

شِرپا (Sherpa) گروهی از افراد بومی نپال هستند. این افراد از ۵۰۰ سال پیش ساکن کوه‌ها هستند. در آیین آنها کوه اورست مقدس است؛ بنابراین تلاشی برای فتح این قله نمی‌کردند.
لغت شرپا به معنی «مردمان شرق» است. امروزه در اصطلاح کوهنوردی به افرادی گفته می‌شود که در ازای مبلغی در حمل بار کوهنوردان مشارکت می‌کنند. بعضی شرپاها به دلیل تجربیات فراوانی که در صعود به قلل بلند منطقه داشته‌اند، مشاوران خوبی برای کوهنوردان حرفه‌ای بوده و هستند.
معروف‌ترین شرپا تنزینگ نورگای است که به همراه سر ادموند هیلاری برای نخستین بار اورست را فتح کردند.
همچنین در بیست و هفتم دی ماه۱۳۹۹ گروهی از شرپاها توانستند برای اولین بار صعود زمستانه به قله k2 داشته باشند.